# Paradiso (Firenze)

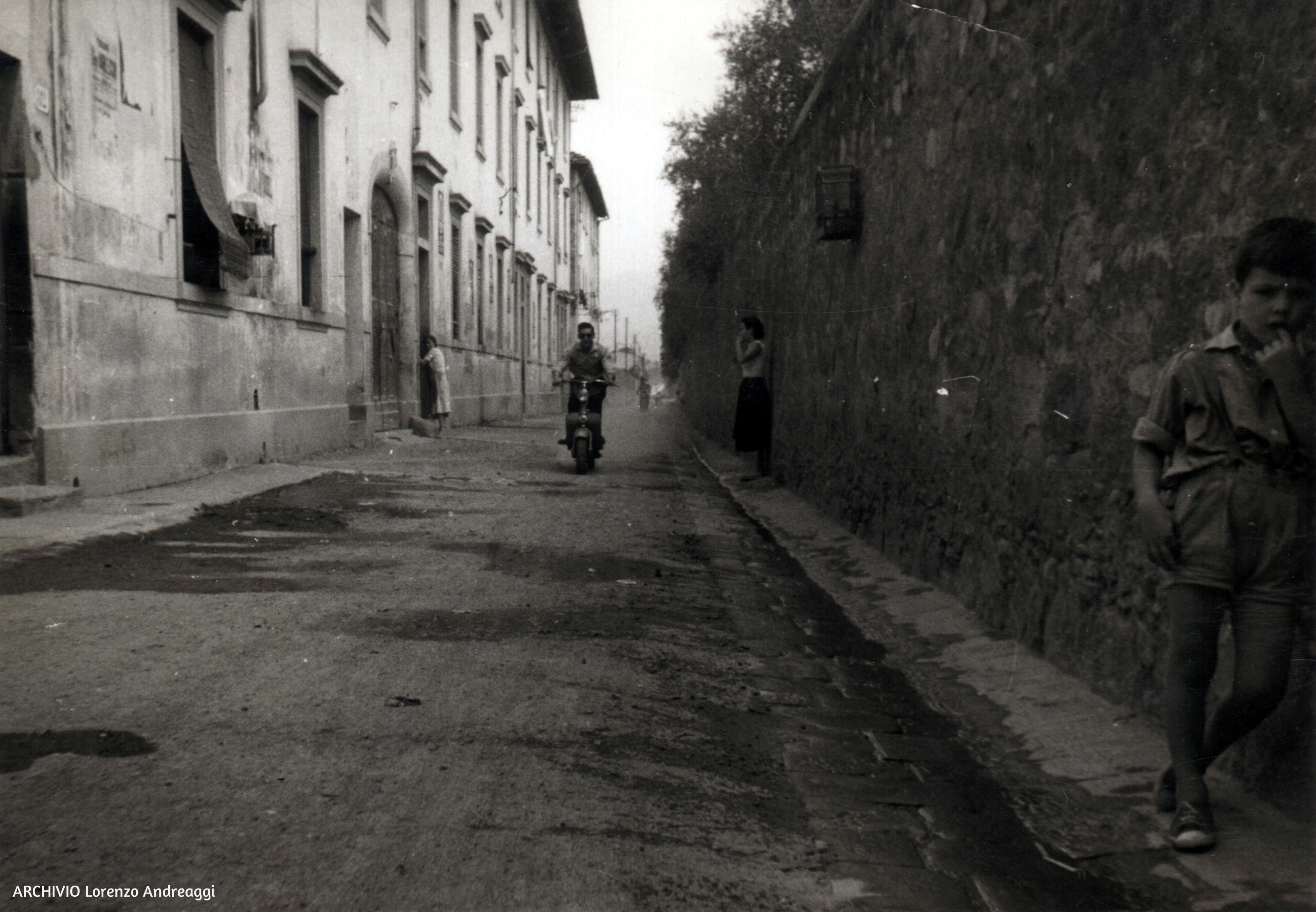
Via del Paradiso in una vecchia foto

Il Paradiso degli Alberti, situato a Gavinana, nella zona sud di Firenze, precisamente nel borgo del Bandino, era in origine un piccolo borgo medioevale (che partiva da via del Paradiso non appena terminata la villa del Bandino) composto da poche case e il grande monastero di Santa Brigida al Paradiso.
Il nome derivava dalla villa del Paradiso degli Alberti, in cui è ambientata la raccolta di novelle Il Paradiso degli Alberti scritto da Giovanni di Gherardo da Prato intorno al 1426, opera d'imitazione decameroniana.